# Luca Spiegel
Luca Spiegel (Mannheim, 23 april 2004) is een Duits baanwielrenner.

## Carrière
Spiegel reed al bij de junioren voor de Duitse sprintploeg en won tweemaal een zilveren medaille op het WK voor junioren. In 2023 kwam hij nog voor de beloften uit maar ook al bij de elite. Hij nam met de Duitse nationale ploeg deel aan het WK en Ek en behaalde een 4e plaats op het EK en 5e op het WK. In 2024 won hij goud op de Duitse kampioenschap in de sprint. Op het EK werd hij 13e in de sprint naast een 5e plaats in de teamsprint. Op de Olympische Spelen in Parijs werd hij negende in het keirin en 18e in de sprint, met de Duitse ploeg werd hij zevende. Hij sloot het seizoen af met een 18e plaats in de sprint en 19e in het keirin op het WK.

## Erelijst
| Jaar     | DK                          | EK                       | WK                                  | Overige                                               |
| -------- | --------------------------- | ------------------------ | ----------------------------------- | ----------------------------------------------------- |
| Junioren |                             |                          |                                     |                                                       |
| 2021     |                             |                          | teamsprint                          |                                                       |
| 2022     |                             |                          | teamsprint · sprint                 |                                                       |
| Beloften |                             |                          |                                     |                                                       |
| 2023     |                             | teamsprint · 10e sprint  |                                     |                                                       |
| Elite    |                             |                          |                                     |                                                       |
| 2023     | 7e sprint 7e keirin 7e 1 km | 4e teamsprint            | 5e teamsprint                       |                                                       |
| 2024     | sprint                      | 5e teamsprint 13e sprint | 7e teamsprint 18e sprint 19e keirin | Olympische Spelen: 6e teamsprint 9e keirin 18e sprint |